# EU-17
EU-17 ist eine nicht einheitlich verwendete Abkürzung für die 15 EU-Länder nach der vierten EU-Erweiterung (Deutschland, Österreich, Italien, Griechenland, Spanien, Portugal, Frankreich, Belgien, Luxemburg, Niederlande, Großbritannien, Irland, Dänemark, Finnland, Schweden) – plus zwei zusätzliche Länder:
- Zypern und Malta[1] – oder:
- Norwegen und Schweiz